# Saint-Angel, Corrèze
Saint-Angel este o comună în departamentul Corrèze din centrul Franței. În 2009 avea o populație de 683 de locuitori.

## Evoluția populației
| An        | 1975 | 1982 | 1990 | 1999 | 2006 | 2009 |
| --------- | ---- | ---- | ---- | ---- | ---- | ---- |
| Populație | 512  | 562  | 566  | 590  | 668  | 683  |